# 101匹わんちゃん Go Go! ダルメシアン!!
『101匹わんちゃんゴキゲンバージョン Go Go! ダルメシアン!!』（ひゃくいっぴきわんちゃん ゴーゴー ダルメシアン、原題：Dalmatian vacation: the movie）は、1997年9月1日から1998年3月4日にアメリカ合衆国のABC系列で放映されたディズニー・TVアニメシリーズ（全65話）をもとにしたOVA作品。アニメ映画『101匹わんちゃん』の番外続編であり、ロジャーとアニタと共に農場へと引っ越した101匹のダルメシアンたちが活躍する物語を描いている。
日本では1998年9月18日よりブエナ・ビスタ・ホームエンターテイメントから全シリーズの短縮編集版をVHSの形態が米国に先がけて日本先行発売されている。全編約67分。2002年4月26日に再び発売。ディズニー・チャンネルより日本語版全話放送もある。

## ストーリー
ロジャーとアニタは農場へ移住した後、101匹のわんちゃんを連れて夏休みの旅行に出かける。

## キャスト
| 役名                 | 俳優                                  | 日本語吹き替え   |
| -------------------- | ------------------------------------- | ---------------- |
| ラッキー             | パメラ・アドロン デビ・メイ・ウェスト | 坂本千夏         |
| ローリー             | キャス・スーシー                      | 伊藤雅子         |
| キャドピッグ         | キャス・スーシー                      | 佐々木加奈子     |
| アニタ・ディアリー   | キャス・スーシー                      | 石川小百合       |
| パーディ             | パム・ダウバー                        | 石川小百合       |
| スポット             | タラ・ストロング                      | 西岡すみこ       |
| クルエラ・デ・ビル   | エイプリル・ウィンチェル              | 重田千穂子       |
| ポンゴ               | ケビン・ソーン                        | 彦摩呂           |
| ロジャー・ディアリー | ジェフ・ベネット                      | 対馬盛浩         |
| ジャスパー・バダン   | マイケル・マッキーン                  | 秋永和彦         |
| ホーレス・バダン     | デヴィッド・ランダー                  | 川島省吾         |
| クラップスキー       |                                       | 土田晃之         |
| ペア・スピット       |                                       | 安田和博         |
| シェフ               |                                       | 佐藤望           |
| プレーリードッグ     |                                       | 山崎晋           |
| ドライバー           |                                       | 白川安彦         |
| ウィリー             |                                       | スマイリーキクチ |
| ナニー               | シャーロット・レエ                    | ？               |
| ウィザー             | クリスティーン・カヴァナー            | ？               |
| コーネリア           | トレス・マクニール                    | ？               |
| 沼地ネズミ           | ジェフ・ベネット                      | ？               |

- その他の日本語版吹き替え：篠正一郎／関塚裕二／山野拓也／内藤正樹／山内崇／杉浦双亮／小鹿真意／中根朋宏／ペコちゃん／市川翔子／のむらゆみ／中嶌玲子／森順子／園田乃梨子／渡辺隆浩／杉山貢一／佐藤祐造／中村真弓／高瀬美穂／市村慎一/近藤悦康／有吉隆浩／植田修三／米山奈津美／福島裕美子／大仁田厚／桜金造／松村邦洋／伊藤俊人